# Orlica (rzeka)
Orlica (czes. Orlice) – rzeka w czeskich Sudetach.
Lewobrzeżny dopływ Łaby w zlewisku Morza Północnego, płynie południowo-zachodnim podnóżem Gór Orlickich. Swój bieg zaczyna pod miejscowością Týniště nad Orlicí na wysokości miejscowości Albrechtice nad Orlicí z połączenia dwóch rzek: Dzikiej Orlicy (czes.  Divoká Orlice), której źródła położone są w Górach Bystrzyckich na wysokości 800 m n.p.m. w rejonie Torfowiska pod Zieleńcem i Cichej Orlicy (czes. Tichá Orlice), której źródło znajduje się na granicy czesko-morawskiej, u podnóża Jerzabu (czes. Jeřábu) – (760 m n.p.m.), w obszarze Hanušovickiej vrchoviny, na południe od Kralickiego Śnieżnika (czes. Kralického Sněžníku). Wzdłuż biegu Orlicy utworzony jest Park Przyrodniczy, w którym występują liczne meandry rozlewiska i starorzecza. Rzeka płynie meandrując przez pola wzdłuż lasu. Brzegi miejscami tworzą wysokie piaszczyste klify. Orlica wpada do Łaby w miejscowości Hradec Králové.